# Sergio Guerri
Sergio Guerri, italijanski rimskokatoliški duhovnik, škof in kardinal, * 25. december 1905, Tarkvinija, † 15. marec 1992.

## Življenjepis
30. marca 1929 je prejel duhovniško posvečenje.
11. aprila 1969 je postal uradnik v Rimski kuriji in bil imenovan za naslovnega nadškofa Trebie; 27. aprila istega leta je prejel škofovsko posvečenje. Naslednji dan je bil povzdignjen v kardinala in imenovan za kardinal-diakona SS. Nome di Maria al Foro Traiano.
30. junija 1979 je bil povzdignjen v kardinal-duhovnika SS. Nome di Maria al Foro Traiano.
26. septembra 1981 se je upokojil.